# Horná Štubňa
Horná Štubňa (in ungherese Felsőstubnya, in tedesco Ober-Stuben o Neu-Stuben) è un comune della Slovacchia facente parte del distretto di Turčianske Teplice, nella regione di Žilina.